# 寺つつき

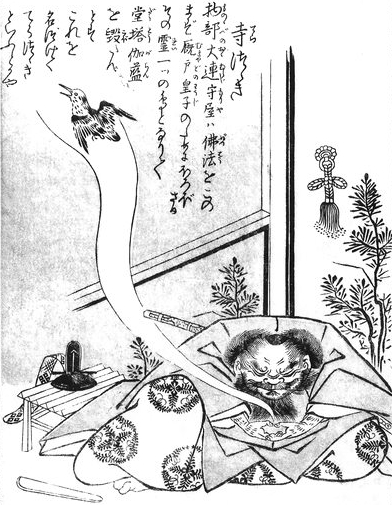
鳥山石燕『今昔画図続百鬼』より「寺つつき」

寺つつき（てらつつき）は、鳥山石燕の妖怪画集『今昔画図続百鬼』にある妖怪で、啄木鳥のような怪鳥。
四天王寺や法隆寺に現れ、嘴で寺中をつついて破壊しようとしていると言われる。
古来の神々を信仰していた物部守屋が、聖徳太子と蘇我馬子に討伐された後、寺つつきという怨霊になって、仏法に障りを成すため、太子の建立した寺を破壊しようとしているのだとされる。
鎌倉時代の軍事物語「源平盛衰記」によると、聖徳太子は鷹になって寺つつきに対抗したところ、寺つつきは二度と現れなくなったという。
寺つつきの正体は、アカゲラだと言われている。